# Coupe du Maroc féminine de volley-ball
La Coupe du Maroc féminine de volley-ball ou Coupe du Trône est une compétition de volley-ball à élimination directe opposant les clubs féminins de volley-ball du Maroc.

## Palmarès
| Édition   | Lieu de la finale | Vainqueur | Score | Finaliste                      |
| --------- | ----------------- | --------- | ----- | ------------------------------ |
| 2022-2023 | Meknès            | AS FAR    | 3-0   | AMAN Athlétique club Marrakech |